# Bassus rufithorax
Bassus rufithorax är en stekelart som först beskrevs av Granger 1949.  Bassus rufithorax ingår i släktet Bassus och familjen bracksteklar. Inga underarter finns listade.